# Liste der Biografien/Berni
Liste der Biografien |
Portal Biografien |
Personensuche
# |
A |
B |
C |
D |
E |
F |
G |
H |
I |
J |
K |
L |
M |
N |
O |
P |
Q |
R |
S |
T |
U |
V |
W |
X |
Y |
Z |
?
 
Ba |
Be |
Bd |
Bg |
Bh |
Bi |
Bj |
Bl |
Bm |
Bn |
Bo |
Br |
Bs |
Bu |
Bw |
By |
Bz
 
Bea–Beb |
Bec |
Bed |
Bee |
Bef |
Beg |
Beh |
Bei |
Bej |
Bek |
Bel |
Bem |
Ben |
Beo |
Bep |
Beq |
Ber |
Bes |
Bet |
Beu |
Bev |
Bew |
Bex |
Bey |
Bez
 
Bera |
Berb |
Berc |
Berd |
Bere |
Berf |
Berg |
Berh |
Beri |
Berj |
Berk |
Berl |
Berm |
Bern |
Bero |
Berq |
Berr |
Bers |
Bert |
Beru |
Berv |
Berw |
Berx |
Bery |
Berz
 
Berna |
Bernb |
Bernd |
Berne |
Bernf |
Berng |
Bernh |
Berni |
Bernk |
Bernl |
Bernn |
Berno |
Bernp |
Bernr |
Berns |
Bernt |
Bernu |
Bernw |
Berny |
Bernz
Die Liste der Biografien führt alle Personen auf, die in der deutschsprachigen Wikipedia einen Artikel haben. Dieses ist eine Teilliste mit 71 Einträgen von Personen, deren Namen mit den Buchstaben „Berni“ beginnt.

## Berni
- Berni Leonardi, Domenico (* 1940), katholischer Bischof
- Berni, Ángel (1931–2017), paraguayischer Fußballspieler
- Berni, Antonio (1905–1981), argentinischer Maler und Grafiker
- Berni, Francesco († 1536), italienischer Dichter
- Berni, Friedrich Georg (1900–1946), deutscher Nationalsozialist
- Berni, Mara (* 1932), italienische Schauspielerin
- Berni, Marcel (* 1988), Schweizer Leichtathlet
- Berni, Tommaso (* 1983), italienischer Fußballtorhüter

### Bernic
- Bernickel, Rainer (* 1946), deutscher Polizeibeamter und Verkehrssicherheitsberater

### Bernie
- Bernie, Ben (1891–1943), US-amerikanischer Jazz-Violinist und Bigband-Leader
- Bernier, Amaury (* 1980), französischer Musiker, Songwriter und Filmkomponist
- Bernier, Charles (1871–1950), belgischer Maler und Grafiker
- Bernier, Francis (* 1997), franko-kanadischer Sänger
- Bernier, François (1620–1688), französischer Arzt und Philosoph
- Bernier, Françoys (1927–1993), kanadischer Dirigent, Pianist und Musikpädagoge
- Bernier, Jonathan (* 1988), kanadischer Eishockeytorwart
- Bernier, Joseph-Arthur (1877–1944), kanadischer Komponist, Organist, Pianist und Musikpädagoge
- Bernier, Joseph-Elzéar (1852–1934), kanadischer Polarforscher
- Bernier, Laurent (1921–2007), kanadischer Skispringer
- Bernier, Maxime (* 1963), kanadischer Politiker
- Bernier, Mélanie (* 1985), französische Schauspielerin
- Bernier, Michel Esdras (1841–1921), Politiker der Liberalen Partei Kanadas
- Bernier, Michèle (* 1956), französische Schauspielerin
- Bernier, Nicolas (1664–1734), französischer Komponist
- Bernier, Patrice (* 1979), kanadischer Fußballspieler
- Bernier, Philippe (1930–2000), französischer Journalist
- Bernier, Pierre-François (1779–1803), französischer Astronom
- Bernier, Serge (* 1947), kanadischer Eishockeyspieler
- Bernier, Steve (* 1985), kanadischer Eishockeyspieler
- Bernier, Sylvie (* 1964), kanadische Wasserspringerin
- Bernières, Louis de (* 1954), englischer Schriftsteller
- Bernieres-Louvigny, Jean de (1602–1659), französischer Mystiker

### Bernig
- Bernig, Andreas (* 1957), deutscher Politiker (PDS, Die Linke), MdL
- Bernig, Herbert (1931–2020), deutscher Offizier, zuletzt Konteradmiral der Volksmarine
- Bernig, Jörg (* 1964), deutscher Erzähler und Lyriker
- Bernigau, Jane (1908–1992), deutsche Oberaufseherin in mehreren Konzentrationslagern
- Bernigaud, Jean-Philippe (1932–2017), französischer Verleger und Künstler
- Bernigeroth, Johann Martin (1713–1767), deutscher Kupferstecher
- Bernigeroth, Martin (1670–1733), deutscher Kupferstecher

### Bernik
- Bernik, Janez (1933–2016), jugoslawischer bzw. slowenischer Maler und Grafiker
- Bernikon, Vicente (1907–1976), römisch-katholischer Bischof von Malabo

### Bernin
- Berning, Antonia (1921–2009), deutsche Malerin
- Berning, Horst (1924–2000), deutscher Fußballspieler
- Berning, Matthias (* 1986), deutscher American-Football-Spieler
- Berning, Thomas (* 1966), deutscher Kirchenmusiker, Domkapellmeister am Hohen Dom zu Paderborn, Dirigent und Hochschullehrer
- Berning, Vincent (* 1933), deutscher Philosoph
- Berning, Wilhelm (1877–1955), deutscher katholischer Geistlicher, Bischof von Osnabrück
- Berninger, Helmut (1927–2011), deutscher Maler, Architekt und Philosoph
- Berninger, Matt (* 1971), US-amerikanischer Musiker und SängerMatt Berninger (* 1971)

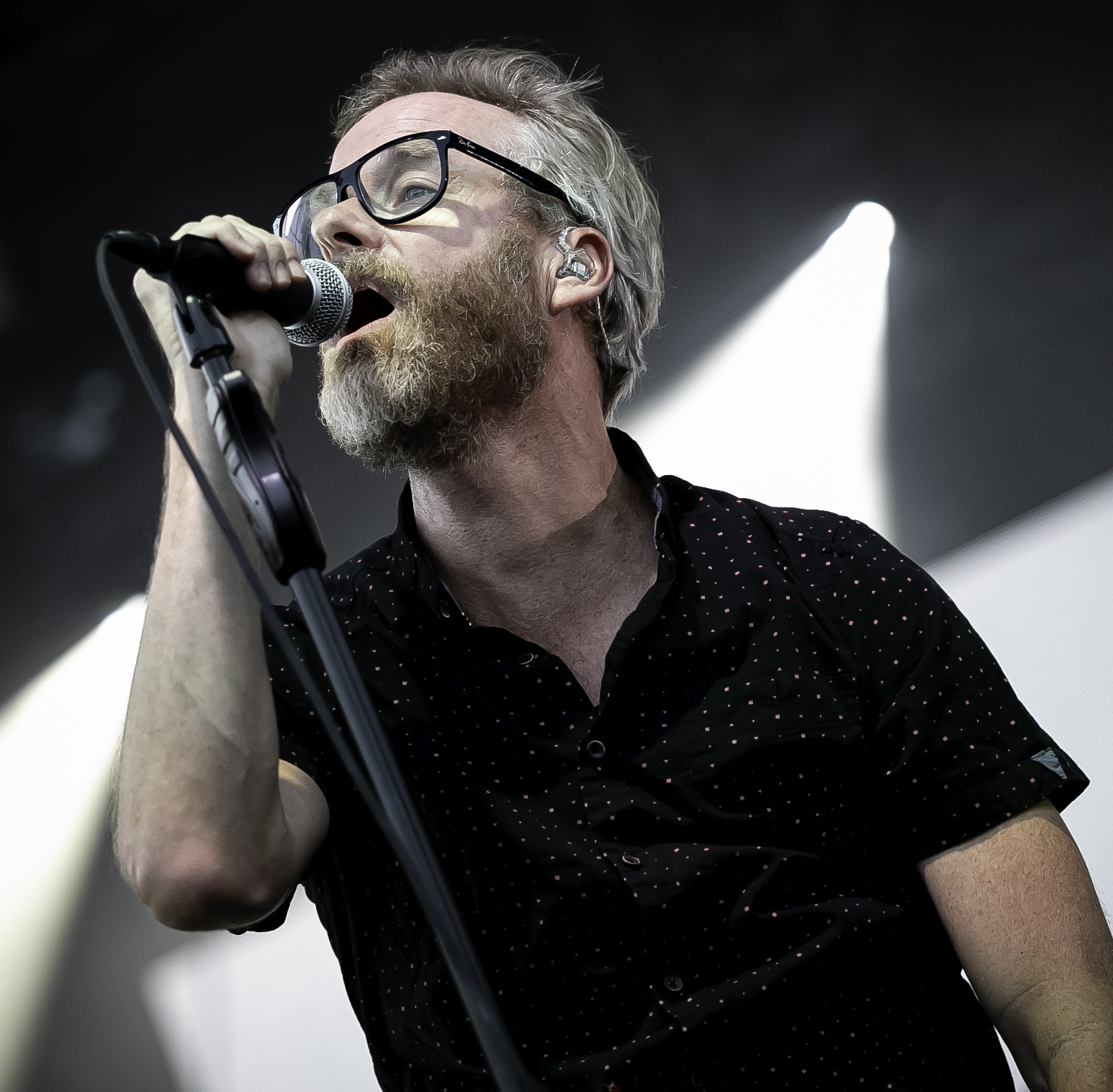
Matt Berninger (* 1971)

- Berninger, Matthias (* 1971), deutscher Politiker (Bündnis 90/Die Grünen), MdB
- Berninger, Otto (1898–1991), deutscher Geograph und Hochschullehrer
- Berninger, Sabine (* 1971), deutsche Politikerin (SPD, PDS, Die Linke), MdL
- Berninger-Schäfer, Elke (* 1958), deutsche Psychologin
- Berninghaus, Dieter (* 1965), deutsch-schweizerischer Manager
- Berninghaus, Kaspar (1860–1933), deutscher Maschinenbau-Ingenieur und Unternehmer
- Berninghaus, Oscar E. (1874–1952), US-amerikanischer Maler und Gründungsmitglied der Taos Society of Artists
- Berninghausen, Albert von († 1418), Domherr in Münster
- Berninghausen, Georg von, Domherr in Münster und Paderborn
- Bernini, Dante (1922–2019), italienischer Geistlicher, römisch-katholischer Bischof
- Bernini, Franco (* 1954), italienischer Drehbuchautor und Regisseur
- Bernini, Gian Lorenzo (1598–1680), italienischer Bildhauer und ArchitektGian Lorenzo Bernini (1598–1680)

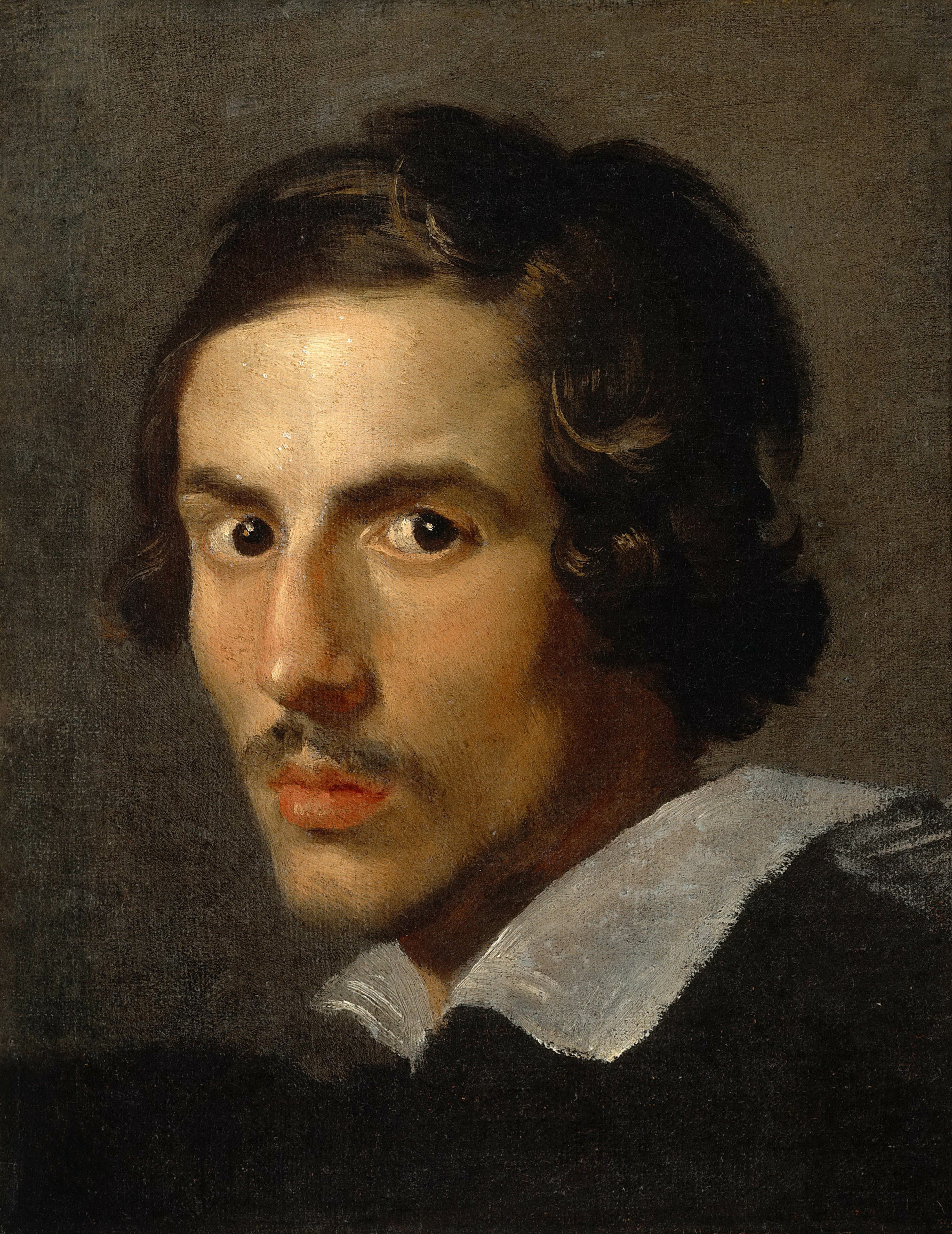
Gian Lorenzo Bernini (1598–1680)

- Bernini, Leonardo, italienischer Bildwirker
- Bernini, Luigi (1612–1681), italienischer Bildhauer
- Bernini, Pietro (1562–1629), italienischer Bildhauer, Maler und Restaurator
- Berninzone, Renato (1903–1975), italienischer Ruderer

### Bernis
- Bernis, Francisco (1916–2003), spanischer Ornithologe, Biologe und Botaniker
- Bernis, Julius (1809–1875), preußischer Generalmajor

### Bernit
- Bernitt, Hans (1899–1954), deutscher Pädagoge und Schriftsteller
- Bernitt, Johann Joachim (1925–1992), deutscher Kunsthistoriker und Museologe
- Bernitz, Bruno (1915–1987), deutscher Maler und Grafiker (DDR)

### Berniu
- Bernius, Frieder (* 1947), deutscher Chor- und Orchesterdirigent